# Sarcotheca ochracea
Sarcotheca ochracea là một loài thực vật thuộc họ Oxalidaceae. Đây là loài đặc hữu của Malaysia.